# هجاء الأصابع

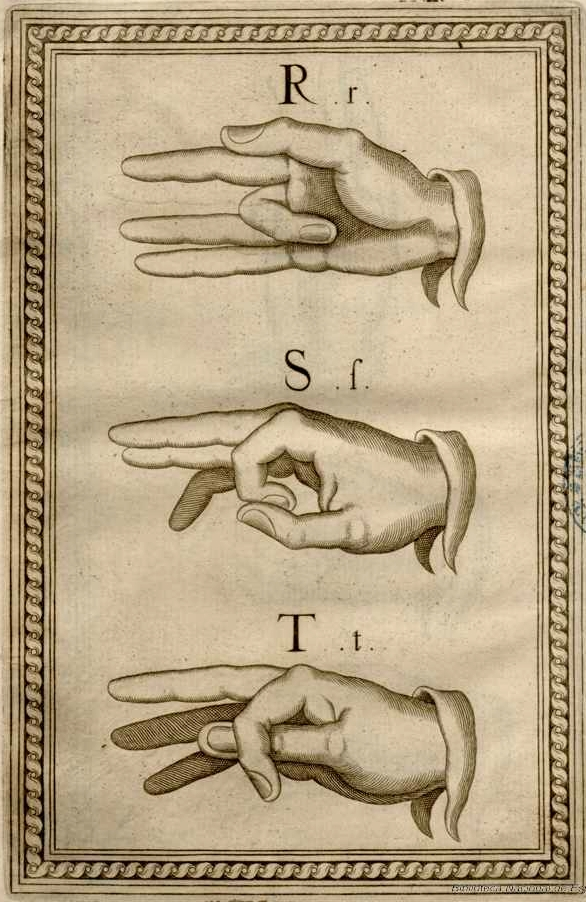

التصبيع أو هجاء الأصابع (أو التخاطب بالأصابع) هو تمثيل أحد الحروف من أي نظام كتابي، وفي بعض الأوقات الأنظمة الرقمية، وذلك باستخدام اليدين فقط. وغالبًا ما يتم استخدام الحروف الهجائية اليدوية هذه (والمعروفة أيضًا باسم أبجديات الأصابع أو أبجديات اليد) في تعليم الصم، وتم اعتمادها فيما بعد على أنها جزء متميز في عدد من لغات الإشارة في جميع أنحاء العالم. تاريخيًا، تميزت الأبجدية اليدوية بالعديد من التطبيقات الإضافية - بما في ذلك استخدام الشفرات السرية والرموز المختصرة وفي العبادات الدينية الصامتة.

## وصلات خارجية
- ASL Fingerspelling Resource Site Free online fingerspelling lessons, quizzes, and activities.
- Fingerspell Flashcards Practice ASL, German and Swiss German alphabets online.
- ASL Fingerspelling Resources Free online fingerspelling resources - Alphabet Chart, Word Printer, Game.
- British Sign Language Fingerspelling Alphabebt Information and resources about the British Sign Language (BSL) 2-handed fingerspelling alphabet.

### نصوص تاريخية
- Bonet, Juan Pablo (1620). Reducción de las letras y arte para enseñar a hablar a los mudos. Scan from Biblioteca Histórica de la Universidad de Sevilla.
- Dalgarno, George (1834). Didascalocophus, Or the Deaf and Dumb Man's Tutor in The Works of George Dalgarno of Aberdeen (Maitland Club publications 29) pp. 110–160.
- Rossellius, Cosmas (1579). Thesaurus Artificiosae Memoriae p. 101-105.
- Wilkins, John (1641) Mercvry, or, the Secret and Swift Messenger
- de Yebra, Melchor (1593) Refugium Infirmorum (Refuge of the Sick)